# Šomat
Šomat – wieś w Słowenii, w gminie Šentilj. W 2018 roku liczyła 166 mieszkańców.